# Thrasychlora minor
Thrasychlora minor là một loài bướm đêm trong họ Geometridae.